# Remo Arnold
Remo Arnold (Schlierbach, 17 gennaio 1997) è un calciatore svizzero, centrocampista del Winterthur.

## Carriera

### Club
Cresciuto nel settore giovanile del Lucerna, debutta in prima squadra il 27 settembre 2015, in occasione dell'incontro di Super League vinto per 1-0 contro lo Zurigo. Nel 2018 passa in prestito al Winterthur in seconda divisione. Rientrato alla base, dopo una sola presenza in campionato, nel gennaio 2020 viene acquistato a titolo definitivo dal Winterthur.

### Nazionale
Ha rappresentato le nazionali giovanili svizzere.

## Statistiche

### Presenze e reti nei club
Statistiche aggiornate al 29 gennaio 2023.
| Stagione        | Squadra         | Campionato      | Campionato | Campionato | Coppe nazionali | Coppe nazionali | Coppe nazionali | Coppe continentali | Coppe continentali | Coppe continentali | Altre coppe | Altre coppe | Altre coppe | Totale | Totale |
| Stagione        | Squadra         | Comp            | Pres       | Reti       | Comp            | Pres            | Reti            | Comp               | Pres               | Reti               | Comp        | Pres        | Reti        | Pres   | Reti   |
| --------------- | --------------- | --------------- | ---------- | ---------- | --------------- | --------------- | --------------- | ------------------ | ------------------ | ------------------ | ----------- | ----------- | ----------- | ------ | ------ |
| 2015-2016       | Lucerna         | ASL             | 7          | 0          | CS              | 2               | 0               |                    | -                  | -                  |             | -           | -           | 9      | 0      |
| 2016-2017       | Lucerna         | ASL             | 5          | 0          | CS              | 1               | 0               | UEL                | 1                  | 0                  |             | -           | -           | 7      | 0      |
| 2017-2018       | Lucerna         | ASL             | 0          | 0          | CS              | 0               | 0               | UEL                | 1                  | 0                  |             | -           | -           | 1      | 0      |
| 2018-2019       | Winterthur      | ChL             | 34         | 1          | CS              | 3               | 0               |                    | -                  | -                  |             | -           | -           | 37     | 1      |
| 2019-gen. 2020  | Lucerna         | ASL             | 1          | 0          | CS              | 1               | 0               | UEL                | 2                  | 0                  |             | -           | -           | 4      | 0      |
| gen.-giu. 2020  | Winterthur      | ChL             | 11         | 0          | CS              | 1               | 0               |                    | -                  | -                  |             | -           | -           | 12     | 0      |
| 2020-2021       | Winterthur      | ChL             | 28         | 3          | CS              | 2               | 0               |                    | -                  | -                  |             | -           | -           | 30     | 3      |
| 2021-2022       | Winterthur      | ChL             | 19         | 0          | CS              | 2               | 0               |                    | -                  | -                  |             | -           | -           | 21     | 0      |
| 2022-2023       | Winterthur      | ASL             | 14         | 0          | CS              | 3               | 0               |                    | -                  | -                  |             | -           | -           | 17     | 0      |
| Totale carriera | Totale carriera | Totale carriera | 119        | 4          |                 | 15              | 0               |                    | 4                  | 0                  |             | -           | -           | 138    | 4      |

## Palmarès

### Club

#### Competizioni nazionali
- Challenge League: 1

Winterthur: 2021-2022